# Синпаул (Арад)
Синпаул (рум. Sânpaul) — село у повіті Арад в Румунії. Входить до складу комуни Шофроня.
Село розташоване на відстані 428 км на північний захід від Бухареста, 10 км на північ від Арада, 55 км на північ від Тімішоари.

## Населення
За даними перепису населення 2002 року у селі проживали 611 осіб.
Національний склад населення села:
| Національність | Кількість осіб | Відсоток |
| -------------- | -------------- | -------- |
| угорці         | 530            | 86,7%    |
| румуни         | 70             | 11,5%    |
| українці       | 8              | 1,3%     |

Рідною мовою назвали:
| Мова       | Кількість осіб | Відсоток |
| ---------- | -------------- | -------- |
| угорська   | 526            | 86,1%    |
| румунська  | 75             | 12,3%    |
| українська | 8              | 1,3%     |